# Nordmøre

Nordmøre, evidenziata in rosso.

Nordmøre (lett. "Møre del Nord") è uno dei distretti tradizionali della Norvegia centrale, nella contea di Møre og Romsdal e comprende le municipalità di Kristiansund, Averøy, Frei, Tingvoll, Surnadal, Rindal, Aure, Halsa, Tustna, e Smøla. Il suo centro principale è Kristiansund.
Nella prima epoca vichinga, prima di Harald I di Norvegia, Nordmøre era un regno minuscolo.

## Galleria d'immagini

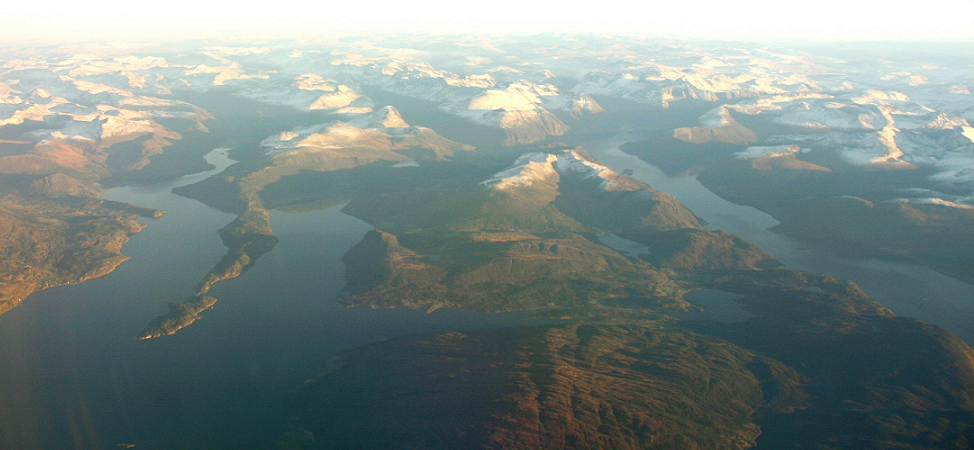
View of Nordmøre
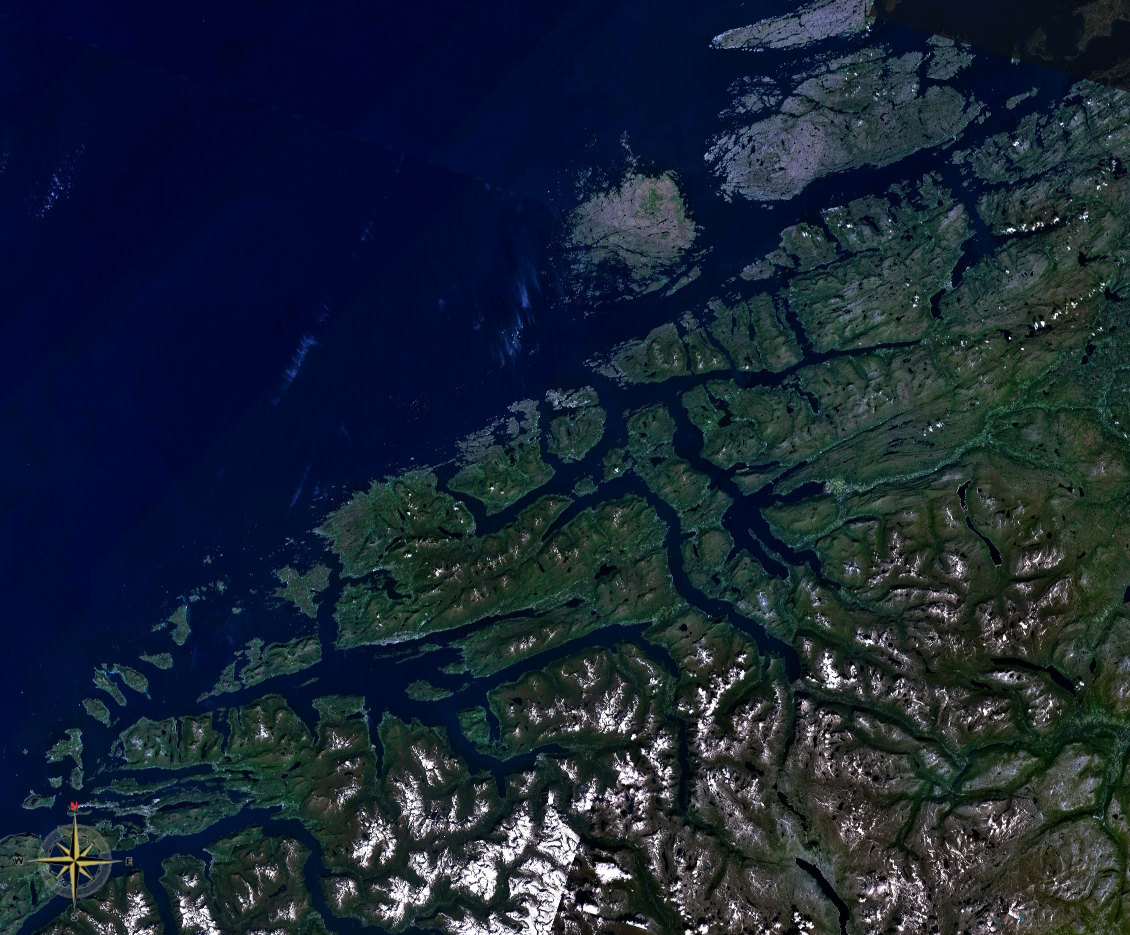
Satellite view of the region
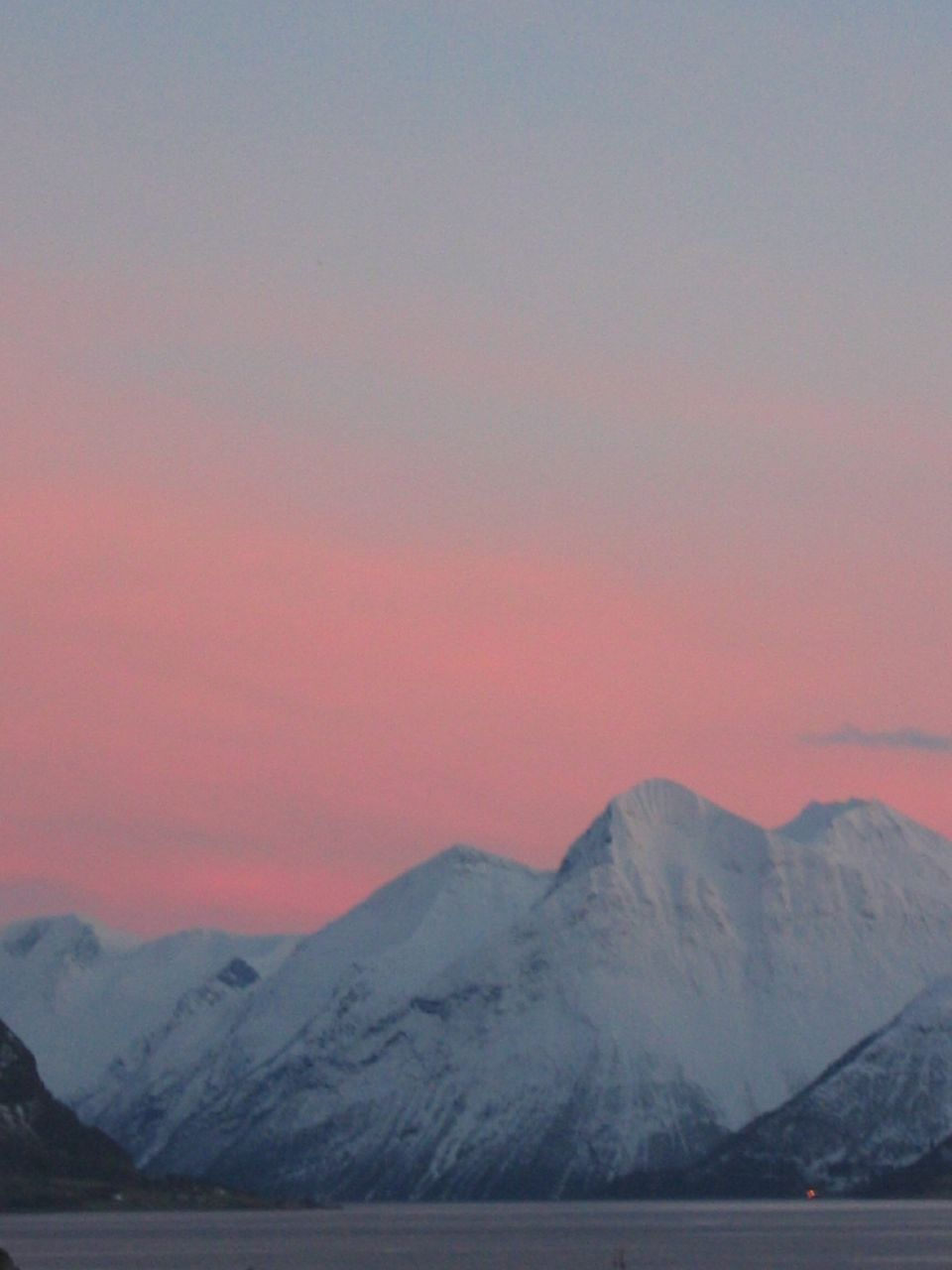
Sunset over a fjord in Nordmøre